# Montreuil-en-Touraine
Montreuil-en-Touraine is een gemeente in het Franse departement Indre-et-Loire (regio Centre-Val de Loire) en telt 671 inwoners (2005). De plaats maakt deel uit van het arrondissement Tours.

## Geografie
De oppervlakte van Montreuil-en-Touraine bedraagt 25,3 km², de bevolkingsdichtheid is 26,5 inwoners per km².
De onderstaande kaart toont de ligging van Montreuil-en-Touraine met de belangrijkste infrastructuur en aangrenzende gemeenten.

## Demografie
Onderstaande figuur toont het verloop van het inwonertal (bron: INSEE-tellingen).